# Константинопольська мирна угода (1913)
Константинопольська мирна угода 1913 — мирний договір, укладений 29 вересня 1913 року у Константинополі між Болгарським царством та Османською імперією і підписаний окремо від Бухарестського договору після завершення Другої Балканської війни.
За умовами договору Болгарське царство, яке зазнало поразки у війні, повертало Османській імперії частину Східної Фракії з містом Едірне, отримане ним після завершення Першої Балканської війни по Лондонському мирному договору.